# Shrek 5
Shrek 5 är en amerikansk animerad fantasy-komedifilm, med planerad premiär till 2027. Den är regisserad av Walt Dohrn och Conrad Vernon och samregisserad av Brad Ableson, med manus skrivet av Michael McCullers. Filmen är uppföljaren till Shrek – Nu och för alltid från 2010, och kommer bli den sjunde filmen i Shrek-franchisen.
Filmen är planerad att ha biopremiär i Sverige den 30 juni 2027, utgiven av Universal Studios.

## Rollista
| Roll             | Originalröster | Svenska röster |
| ---------------- | -------------- | -------------- |
| Shrek            | Mike Myers     | TBA            |
| Åsnan            | Eddie Murphy   | TBA            |
| prinsessan Fiona | Cameron Diaz   | TBA            |
| Felicia          | Zendaya        | TBA            |